# Meer van Viverone
Het Meer van Viverone (Italiaans: Lago di Viverone) ligt in de Italiaanse regio Piëmont tussen de steden Ivrea, Biella en Vercelli. Ten noorden van het meer strekt zich de reusachtige morene Serra uit richting het Valle d'Aosta. De morene, die in de ijstijd is achtergelaten door de Balteogletscher, is de grootste van Europa. De zuidelijke en westelijke oevers van het Meer van Viverone zijn dicht bebost, de noordoever is dichter bevolkt, hier liggen ook de meeste hotels en campings.
De enige echte plaats aan het meer is Viverone. Sinds kort beschikt het meer over een bescheiden bootdienst die de verschillende haventjes met elkaar verbindt. Op en rondom het meer zijn veel watervogels te vinden, zoals de wilde eend, fuut en meerkoet. Onder water zwemmen onder meer de grote marene, snoek, zeelt en baars.
Albano · 
Alserio · 
Annone · 
Barrea · 
Bolsena · 
Bracciano · 
Campotosto · 
Comabbio · 
Como · 
Endine · 
Garda · 
Garlate · 
Idro · 
Iseo · 
Ledro · 
Lugano · 
Maggiore · 
Mergozzo · 
Misurina · 
Monate · 
Orta · 
Pusiano · 
Trasimeno · 
Varese · 
Vico · 
Viverone